# Gânglio autonômico
Gânglios autonômicos são aglomerados de corpos celulares de neurônios e suas dendrites e são, essencialmente, uma junção entre os nervos autonômicos provenientes do sistema nervoso central e os nervos responsáveis pela inervação autonômica de seus órgãos-alvo na periferia.
As duas categorias principais são:
- Gânglios simpáticos
- Gânglios parassimpáticos